# يوسف بن حمود
يوسف بن حمود (1947 - 1876) عالم دين و معلم كويتي.

## عن حياته
هو الشيخ يوسف بن سليمان الحمود داعية ومعلم دين ، تتلمذ علي يد الشيخ مساعد العازمي و الشيخ عبد الله بن خلف الدحيان ، وأصبح مدرسا ، وفي عام 1914 عين مدير المدرسة المباركية خلفاً للشيخ يوسف بن عيسى القناعي.